# Severin Moser
Severin Moser (ur. 23 października 1962) – szwajcarski lekkoatleta.
W 1988 wystartował na igrzyskach olimpijskich, na których zajął 27. miejsce w dziesięcioboju.
Mistrz Szwajcarii w skoku o tyczce z 1988, wicemistrz w dziesięcioboju z tegoż roku i brązowy medalista mistrzostw kraju w dziesięcioboju z 1992 oraz dwukrotny halowy wicemistrz Szwajcarii w skoku o tyczce z 1988 i 1990.
Jego żona Monika oraz córki Angelica i Jasmine również są lekkoatletkami.